# Никанор (сатрап)
За име види чланак Никанор
Никанор (сатрап) (Νικάνωρ, Никанōр) (? - 310. п. н. е.?) био је македонски официр у служби самозваног регента Антигона I Једнооког. Део историчара верује да је то иста личност као и Никанор из Стагеире, који је био у служби Александра Великог.
Као Антигонов присталица је поделом у Трипарадису добио власт над сатрапијом Кападокијом.. Потом је Антигона пратио у другом рату дијадоха, против Еумена. Суделовао је у бици код Габијене 316. п. н. е. и управо њему су Еуменови војници предали свог команданта, који је касније погубљен..
Након што је Антигон на превару убио сатрапа Питона, Никанор је преузео власт у Медији. Тамо је за време вавилонског рата 310. п. н. е. скупио велику војску с циљем да порази Селеука у Вавилонији. Селеук га је, међутим, изненадио на реци Тигрис и уништио му војску.
О томе што се даље догодило са Никанором, постоје различите верзије. Диодор тврди да је успео побећи у пустињу и одатле послати Антигону позив у помоћ. Апијан пак тврди да је погинуо током битке.